# 特里格夫·賴伊
特里格夫·哈尔夫丹·赖伊（1896年7月16日—1968年12月30日），或李哲之， 挪威外交家，首任正式的联合国秘书长。

## 生平
赖伊出生于奥斯陆，1911年加入挪威工党，1919年他自奥斯陆大学法学院毕业后出任该党秘书长。1922年他取得了律师资格，并于当年被选入挪威议会。1935年，他加入约翰·尼高斯沃尔内阁，任司法大臣，不久转任贸易大臣。
赖伊曾是十月革命的拥护者，他曾与列宁会面，但在一月剧变后对布尔什维克改变了态度。在托洛茨基被斯大林驱逐出境后接纳他在挪威避难，但是不久后，由于托洛茨基没有遵守其“不涉足政治”的诺言，而被赖伊要求离境。
1940年，德国占领挪威，赖伊命令挪威的所有船只开赴英国港口以避免落入德国手中。随后，赖伊被任命为挪威流亡政府外长。
1946年，赖伊率领挪威代表团出席联合国的成立大会，并对联合国安全理事会的设立多有贡献。2月1日，他被选为首任正式的联合国秘书长。他的当选是美国和苏联两大势力妥协的结果。
在联合国秘书长任内，他支持以色列和印度尼西亚的独立运动，并促使苏联从伊朗撤军，以及印度和巴基斯坦在克什米尔停火。1950年，朝鲜战争爆发，他支持韩国的态度导致了苏联不满，随后，他耗费了大量精力以争取苏联结束对联合国会议的抵制。赖伊还反对西班牙加入联合国，因为他反对佛朗哥在西班牙的独裁统治；并主张接纳中华人民共和国取代中华民国作为中国在联合国的正式代表。
由于未能迅速处理柏林危机和朝鲜战争，赖伊受到了大量的批评。批评人士认为他远未发挥联合国秘书长一职所应有的影响力，而且过于傲慢和固执。
1950年，由于苏联抵制联合国大会，且美国表示不接受赖伊之外的任何人选担任联合国秘书长，赖伊得以顺利连任。但由于苏联强烈反对其继续任职，且美国参议员约瑟夫·麦卡锡也指责其雇用“不忠诚的美国人”，赖伊被迫于1952年11月10日辞职。
辞职后，赖伊一度出任奥斯陆地方首长、挪威能源委员会主席、内政部长、贸易部长等职务。他此后再未受到广泛欢迎，被认为是一位务实果断但缺乏才能的政客。
賴伊於1968年12月30日逝世，著有《為了和平》（1954年出版）。